# Női kajak egyes 500 méter világbajnokai
2015-ig ebben a versenyszámban 42-szer avattak világbajnokot.

## Eredmények
| Év:  | Aranyérmes:             | Ezüstérmes:            | Bronzérmes:            |
| ---- | ----------------------- | ---------------------- | ---------------------- |
| 1938 | Maggie Kalka            | Maj-Britt Bergqvist    | Bodil Thirstedt        |
| 1948 | -                       | -                      | -                      |
| 1950 | Sylvi Saimo             |                        |                        |
| 1954 | Therese Zenz            |                        |                        |
| 1958 | Yelisaveta Kislova      |                        |                        |
| 1963 | Mariya Zhubina          |                        |                        |
| 1966 | Lyudmila Pinayeva       |                        |                        |
| 1970 | Lyudmila Pinayeva       |                        |                        |
| 1971 | Lyudmila Pinayeva       |                        |                        |
| 1973 |                         |                        |                        |
| 1975 |                         |                        |                        |
| 1977 |                         |                        |                        |
| 1978 |                         |                        |                        |
| 1979 | Roswitha Eberl          | Galina Alekseyeva      | Rajnai Klára           |
| 1981 | Birgit Fischer          | Rakusz Éva             | Agneta Andersson       |
| 1982 | Birgit Fischer          | Agneta Andersson       | Rakusz Éva             |
| 1983 | Birgit Fischer          | Agneta Andersson       | Maria Ştefan           |
| 1985 | Birgit Fischer          | Nelli Yefremova        | Agneta Andersson       |
| 1986 | Vania Gesheva           | Kathrin Giese          | Yvonne Knudsen         |
| 1987 | Birgit Fischer          | Izabela Dylewska       | Sussanne Gunnarson     |
| 1989 | Katrin Borchert         | Izabela Dylewska       | Josefa Idem            |
| 1900 | Josefa Idem             | Yvonne Knudsen         | Katrin Borchert        |
| 1991 | Katrin Borchert         | Kőbán Rita             | Josefa Idem            |
| 1993 | Birgit Fischer          | Anna Olsson            | Caroline Brunet        |
| 1994 | Birgit Fischer          | Kőbán Rita             | Josefa Idem            |
| 1995 | Kőbán Rita              | Caroline Brunet        | Sussanne Gunnarsson    |
| 1997 | Caroline Brunet         | Josefa Idem            | Ursula Profanter       |
| 1998 | Caroline Brunet         | Katrin Borchert        | Josefa Idem            |
| 1999 | Caroline Brunet         | Josefa Idem            | Kőbán Rita             |
| 2001 | Josefa Idem             | Katrin Borchert        | Kovács Katalin         |
| 2002 | Kovács Katalin          | Caroline Brunet        | Josefa Idem            |
| 2003 | Kovács Katalin          | Caroline Brunet        | Aneta Pastuszka        |
| 2005 | Nicole Reinhardt        | Karen Furnaeux         | Viski Erzsébet         |
| 2006 | Benedek Dalma           | Josefa Idem            | Hongyan Zhong          |
| 2007 | Kovács Katalin          | Anne Rikala            | Katrin Wagner-Augustin |
| 2009 | Kovács Katalin          | Katrin Wagner-Augustin | Josefa Idem            |
| 2010 | Inna Osypenko-Rodosmska | Dusev-Janics Natasa    | Rachel Cawthorn        |
| 2011 | Nicole Reinhardt        | Kozák Danuta           | Inna Osypenko-Radomska |
| 2013 | Kozák Danuta            | Katrin Wagner-Augustin | Lisa Carringto         |
| 2014 | Kozák Danuta            | Lisa Carrington        | Bridgette Hartley      |
| 2015 | Lisa Carrington         | Kárász Anna            | Zhou Yu                |